# مارتین تشوویچ
مارتین تشوویچ (انگلیسی: Martin Tešovič؛ زادهٔ ۲۶ اکتبر ۱۹۷۴) وزنه‌بردار اهل اسلواکی بود.
وی در مسابقات کشوری و بین‌المللی در مجموع برندهٔ ۲ مدال طلا، ۲ مدال برنز شده‌است.